# کوساتسو، شیگا
کوساتسو در استان شیگا در کشور ژاپن  واقع شده‌است  که دارای جمعیت ۱۲۳٬۵۱۲ نفر و مساحت ۶۷٫۹۲ کیلومتر مربع با تراکم جمعیت ۱٬۸۱۸  نفر در کیلومترمربع است و در تاریخ ۱۵ اکتبر ۱۹۵۴ به عنوان شهر شناخته شد.